# El Pantano
Pour les articles homonymes, voir Pantano.
 (février 2025).
El Pantano est une nécropole située dans la vallée de Mascota (Jalisco), au Mexique. Outre des ossements humains, cette nécropole contenait des figurines (notamment une statuette féminine), des récipients en céramique, des perles de jade et des bijoux datant d’environ 800 av. J.-C.. Tous ces objets ont été vraisemblablement importés d’Amérique centrale, tandis que d’autres poteries sont typiques d’Amérique du Sud. La culture révélée par ces tombes porte désormais le nom du site : El Pantano.
Les fouilles ont commencé sur ce site en 1998, avec un financement du National Geographic. Des objets provenant de ce site se trouvent au musée archéologique de Mascota.